# Machaerium cirrhiferum
Machaerium cirrhiferum, the Espuela De Gallo or Espuela De Gato, là một loài rau đậu thuộc họ Fabaceae. Nó được tìm thấy ở Colombia, Costa Rica, México, and Panama.